# Descarrilament

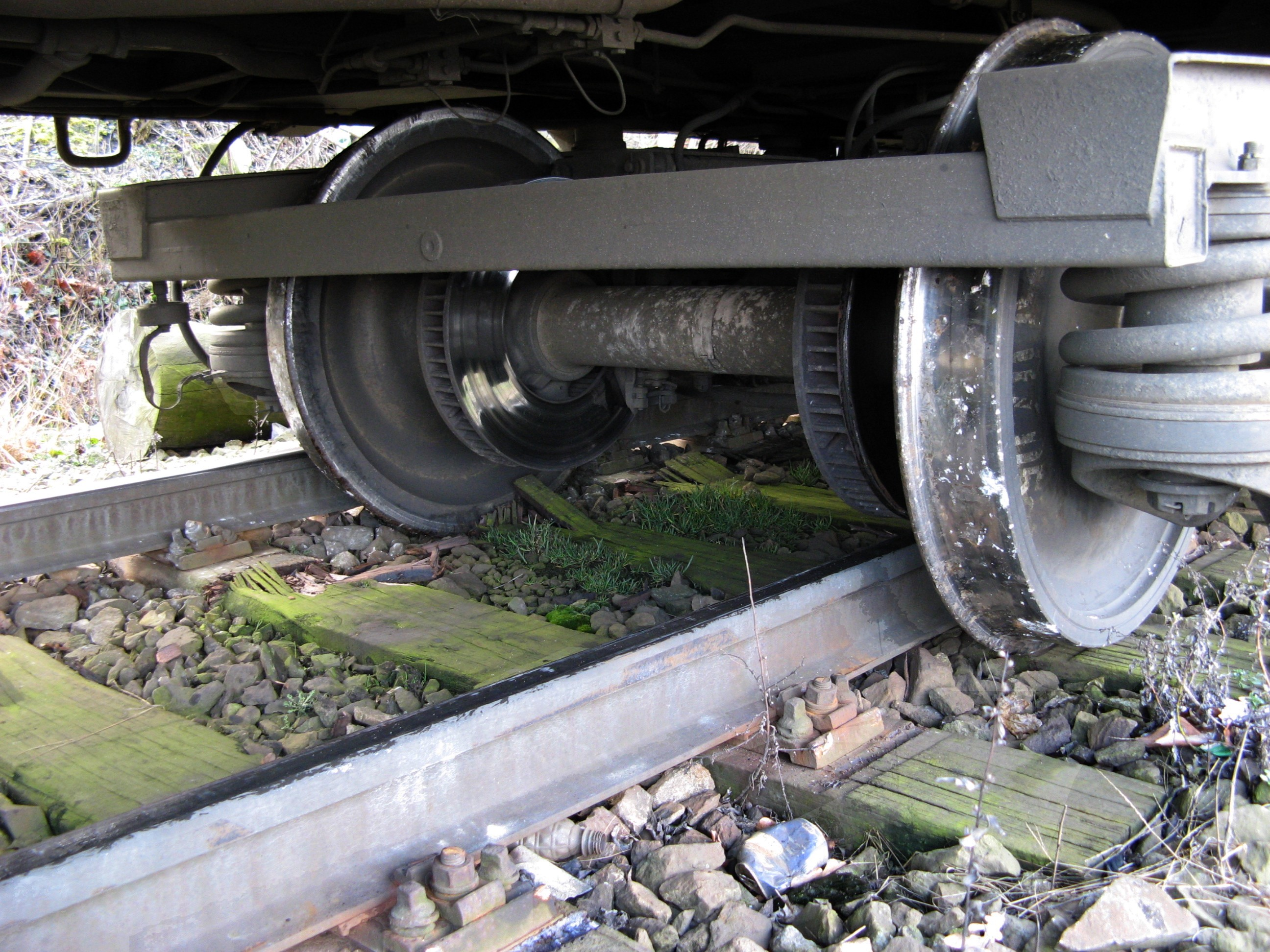
Detall de tren exprés descarrilat a Praga, República Txeca (2007)

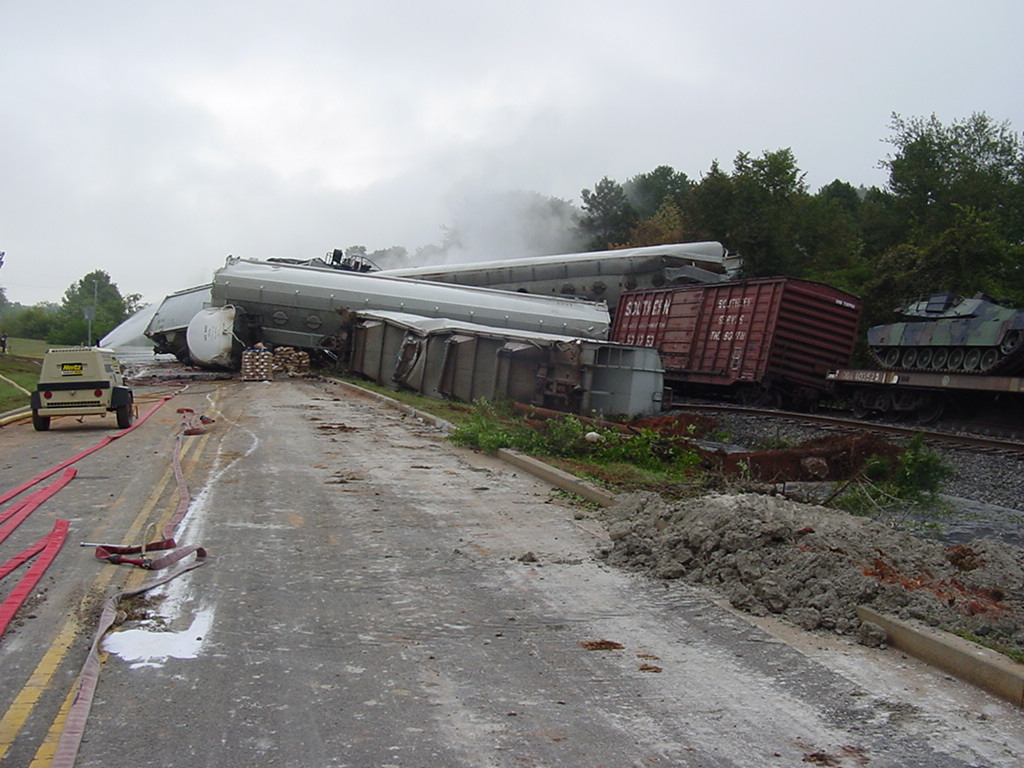
Un tren de càrrega descarrilat en Farragut, Tennessee (2002)

Un descarrilament té lloc quan un vehicle com per exemple un tren surt dels seus rails. Això no necessàriament significa que deixa la seva via. Tot i que molts descarrilaments són menors, tots `provoquen una disrupció provisional de l'operativa del sistema de ferrocarril, i són potencialment perillosos per a seguretat i salut humana. Normalment, el descarrilament d'un tren es produeix per una col·lisió amb un altre objecte, un error operacional, una errada mecànica de pistes, com trencament de rails o rodes. En situacions d'emergència, es pot produir un descarrilament deliberat amb descarrilador o amb punt de captura de velocitat per tal d'impedir un accident més seriós.

## Causes
Els descarrilaments es poden classificar depenent de les causes que els han provacat, aquí enomenem les més significatives:
- L'error mecànic primari d'un component de la via (per exemple rails trencats)
- L'error mecànic primari d'un component de l'engranatge d'un vehicle (per exemple errada de la caixa de greix, trencament d'una roda)
- Mala geometria dels components de via o de l'engranatge (per exemple escalada de rail a causa de desgast excessiu de rodes o rails)
- Un efecte dinàmic de la interacció entre la via i el vehicle (per exemple oscil·lació excessiva de rebot vertical, desplaçament de la via sota el tren o velocitat excessiva)
- Funcionament incorrecte dels punts, o de l'observança incorrecte dels senyals (errors de senyal)
- Com a l'esdeveniment secundari que segueix una col·lisió amb altres trens, vehicles de carretera, o altres obstruccions (col·lisions en passos a nivell, obstruccions en la línia)
- La conducció del tren (a causa d'arrencada sobtada o frenada sobtada).

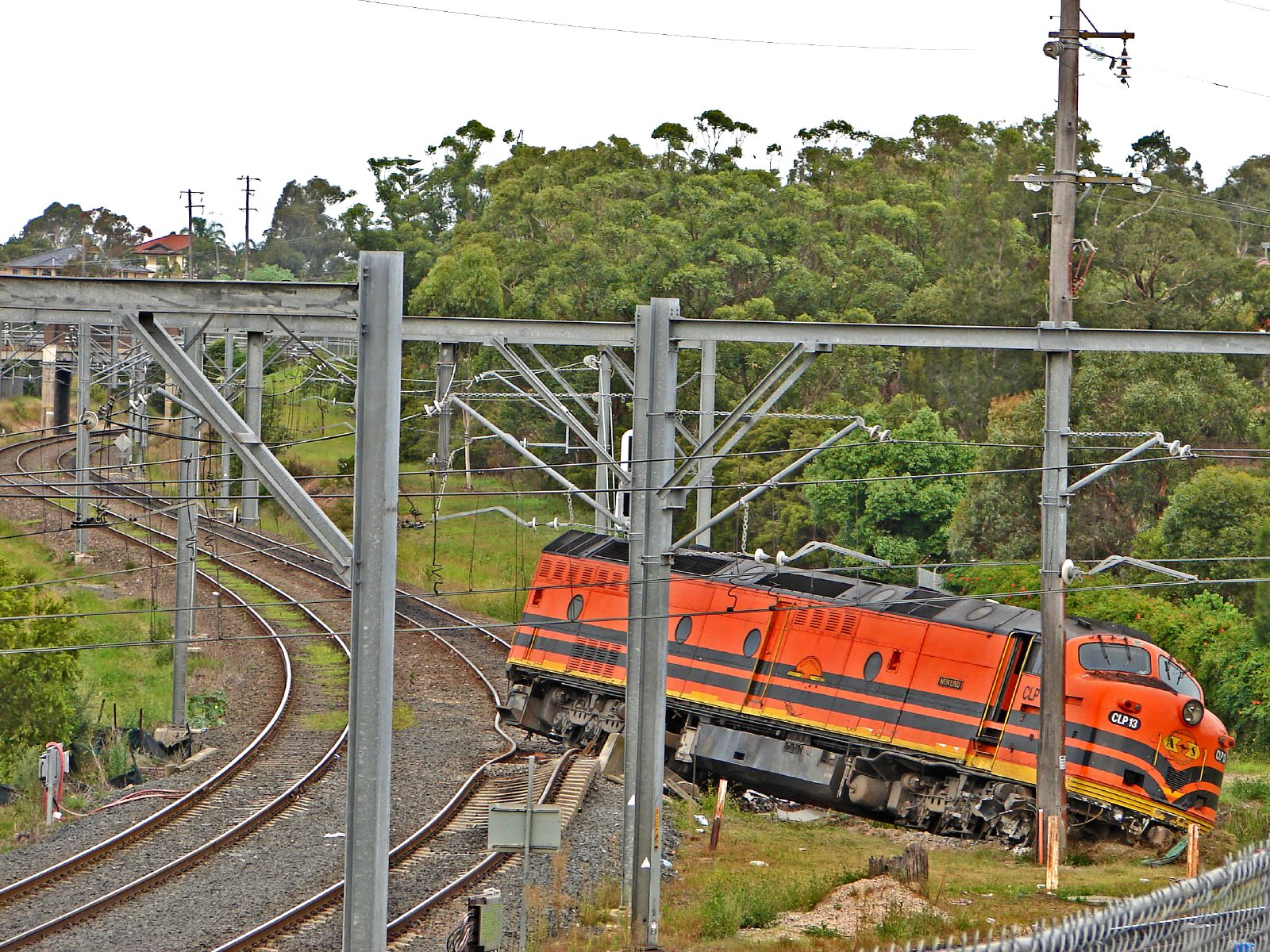
Una locomotora descarrilada a Austràlia a un punt de captura de velocitat amagat de la vista (gener 2007)

## Reencarrilament

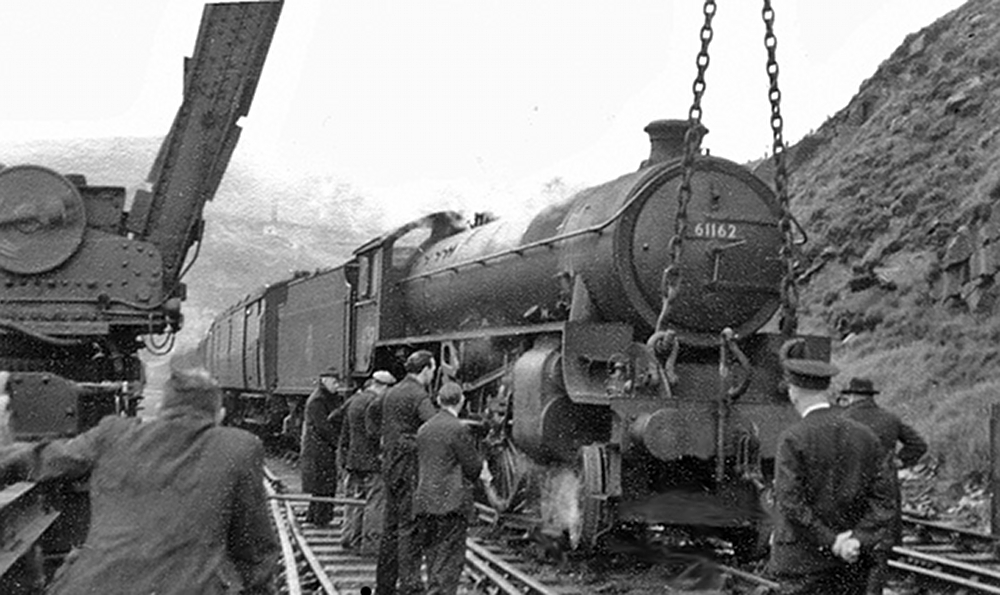
Elevació mitjançant una grua d'una locomotora de vapor descarrilada al 1951

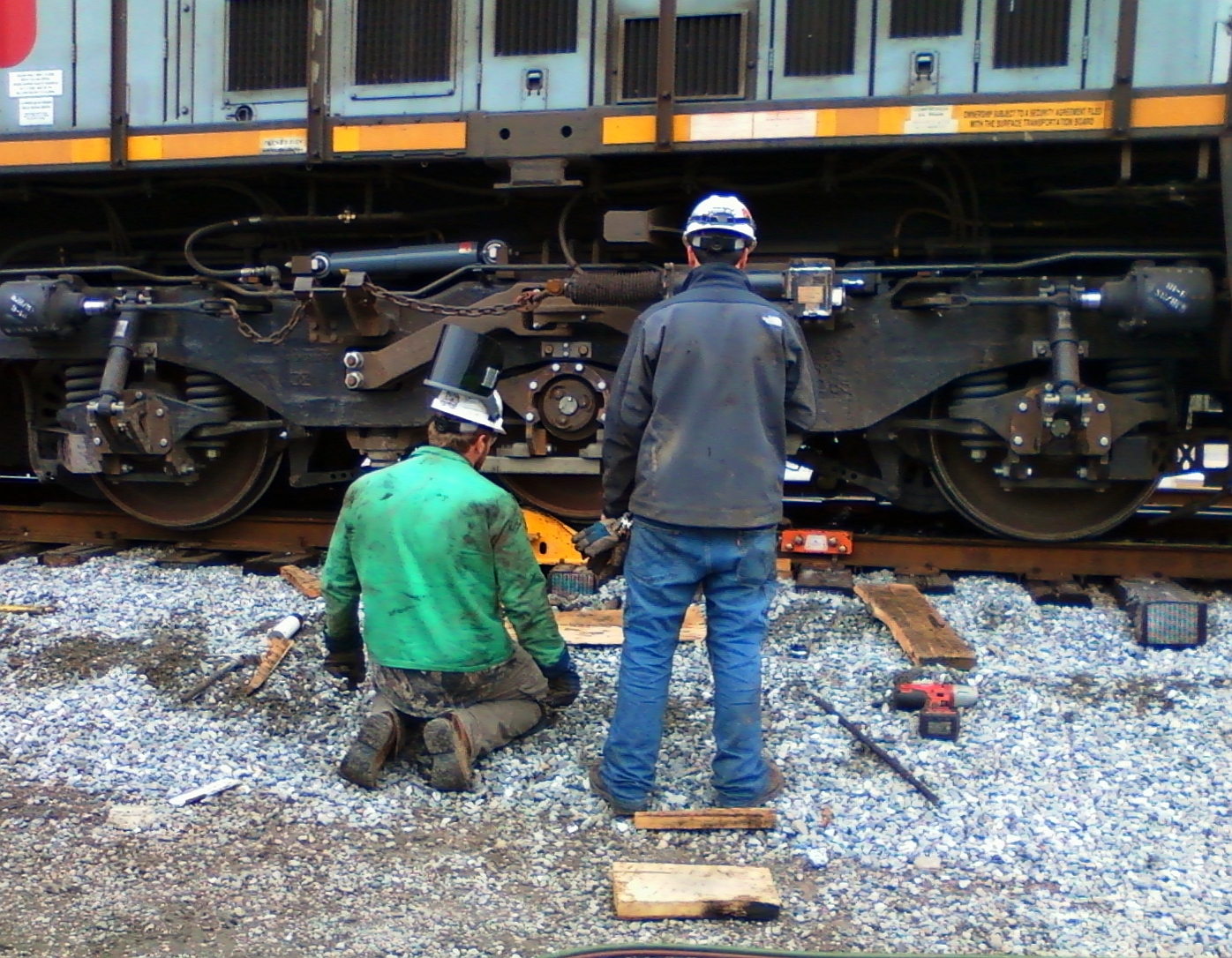
Rerailing Una locomotora que utilitza un rerailer i blocs de fusta després d'un descarrilament de rail trencat

Després d'un descarrilament, és necessari tornar a situar el vehicle a la via. Si no hi ha cap dany significatiu a les vies, només caldrà tornar a encarrilar el tren. Tanmateix, quan els trens estan circulant a una velocitat normal, la via pot quedar malmesa i s'haurà de reparar abans de començar les tasques de reencarrilat.